# 익산어양중학교
익산어양중학교(益山於陽中學校)는 대한민국 전북특별자치도 익산시 어양동에 있는 공립 중학교이다.

## 학교 연혁
- 1999년 11월 22일 : 익산어양중학교 설립 인가(30학급)
- 2003년 12월 10일 : 교사 준공
- 2004년 3월 1일 : 제1대 심이섭 교장 부임
- 2004년 3월 2일 : 개교 및 입학식(10학급 348명)
- 2024년 1월 8일 : 제18회 231명 졸업(총 5,022명)
- 2024년 9월 1일 : 제6대 안경호 교장 부임

## 참고 자료
- 익산어양중학교 - 한국교육학술정보원 학교알리미